# تقانة طبية حيوية
التكنولوجيا الطبية الحيوية أو التقانة الطبية الحيوية هي تطبيق مبادئ الهندسة والتكنولوجيا في مجال الأنظمة الحية أو البيولوجية، مع التركيز على صحة الإنسان والأمراض.
غالبًا ما يُطلق على الهندسة الطبية الحيوية والتكنولوجيا الحيوية على حد سواء اسم التكنولوجيا الطبية الحيوية أو الهندسة الحيوية. مجال التكنولوجيا الطبية الحيوية ينمو حاليا بوتيرة سريعة. غالبًا ما يتم نشر أخبار الطب الحيوي على منصات مختلفة، بما في ذلك مجلة MediUnite؛ ومن المتوقع أن تنمو الوظائف المطلوبة لهذه الصناعة بنسبة 23% بحلول عام 2024.
تتضمن التكنولوجيا الطبية الحيوية ما يلي:
العلوم الطبية الحيوية
المعلوماتية الطبية الحيوية
البحوث الطبية الحيوية
الهندسة الطبية الحيوية
الهندسة الحيوية
التكنولوجيا الحيوية
التقنيات الطبية الحيوية:
استنساخ
الاستنساخ العلاجي